# Rim Chol-min
Dans ce nom coréen, le nom de famille, Rim, précède le nom personnel.
Rim Chol-min, né le 24 novembre 1990, est un footballeur international nord-coréen évoluant au poste d'attaquant.

## Carrière
En 2007, Rim participe à la Coupe du monde des moins de 17 ans 2007 et est le meilleur marqueur de la sélection nord-coréenne avec deux buts. Cependant, l'équipe est éliminée dès le premier tour. En 2011, il devient l'un des rares joueurs nord-coréens à jouer à l'étranger, intégrant les rangs du club suisse du FC Wil. Par la même occasion, il inaugure sa première sélection en équipe nationale. 
En 2013, il est prêté pour une courte période au SC Brühl, club de troisième division suisse.